# Fußball-Europameisterschaft 2016/Belgien
×Dieser Artikel behandelt die belgische Nationalmannschaft bei der Fußball-Europameisterschaft 2016 in Frankreich. Für Belgien war es die fünfte Teilnahme an einer EM-Endrunde. Zuletzt hatten die Belgier 2000 teilgenommen, als sie zusammen mit den Niederländern die Endrunde ausrichteten, als erster Gastgeber dabei aber in der Gruppenphase ausschieden.

## Qualifikation
Belgien absolvierte die Qualifikation zur Europameisterschaft in der Gruppe B. Die Belgier begannen die Qualifikation mit fünf Spielen ohne Niederlage und lagen nach der Hälfte der Spiele punktgleich mit den Walisern, aber den mehr erzielten Toren auf dem ersten Platz. Dann verloren sie in Wales erstmals und gaben die Führung an die Waliser ab. Da die Belgier aber danach alle Spiele gewannen, während Wales nur noch zwei gewann und am vorletzten Spieltag in Bosnien-Herzegowina verlor, übernahm Belgien wieder die Tabellenführung und qualifizierte sich am 10. Oktober 2015. Insgesamt erzielten die Belgier 24 Tore – nur Engländer (31) und Polen (33) waren noch treffsicherer – und 10 Belgier konnten sich in die Torschützenliste eintragen. Dabei erzielten sie nur gegen Wales keine Tore. Mit fünf Toren waren Kevin De Bruyne und Eden Hazard die besten belgischen Torschützen. In den zehn Spielen setzte Trainer Marc Wilmots 29 Spieler ein, von denen Toby Alderweireld, Kevin De Bruyne und Jan Vertonghen in allen zehn Spielen zum Einsatz kamen. Gegen Zypern wurden am 28. März 2015 mit Yannick Carrasco und Michy Batshuayi zwei Neulinge eingewechselt, wobei Batshuayi drei Minuten nach seiner Einwechslung das Tor zum 5:0-Endstand gelang. Drei Tage später kam gegen Israel auch Jason Denayer zu seinem ersten Länderspiel. Gegen Andorra wurden dann am 10. Oktober 2015 noch drei Neulinge (Luis Pedro Cavanda, Jordan Lukaku und Laurent Depoitre) eingesetzt.
Im Laufe der Qualifikation verbesserten sich die Belgier, die nach der WM 2014 in der FIFA-Weltrangliste auf Platz 5 geklettert waren, bis auf Platz 1 und waren damit als erste Mannschaft alleiniger Weltranglistenerster, die nie Europa- oder Weltmeister wurde.

### Spiele
Alle Resultate aus belgischer Sicht.
| Datum      | Spielort                                                  | Gegner                  | Ergebnis  | Torschützen |
| ---------- | --------------------------------------------------------- | ----------------------- | --------- | --- |
| 10.10.2014 | König-Baudouin-Stadion, Brüssel                           | Andorra                 | 6:0 (3:0) | 1:0, 2:0 Kevin De Bruyne (31./Elfmeter, 34.), 3:0 Nacer Chadli (37.), 4:0 Divock Origi (59.), 5:0, 6:0 Dries Mertens (65., 68.)                     |
| 13.10.2014 | Bilino Polje, Zenica (BIH)                                | Bosnien und Herzegowina | 1:1 (0:1) | 0:1 Edin Džeko (28.), 1:1 Radja Nainggolan (51.) |
| 16.11.2014 | König-Baudouin-Stadion, Brüssel                           | Wales                   | 0:0       | |
| 28.03.2015 | König-Baudouin-Stadion, Brüssel                           | Zypern                  | 5:0 (2:0) | 1:0 Marouane Fellaini (21.), 2:0 Christian Benteke (35.), 3:0 Marouane Fellaini (66.), 4:0 Eden Hazard (67.), 5:0 Michy Batshuayi (80.)             |
| 31.03.2015 | Teddy-Kollek-Stadion, Jerusalem (ISR)                     | Israel                  | 1:0 (1:0) | 1:0 Marouane Fellaini (9.) |
| 12.06.2015 | Cardiff City Stadium, Cardiff (WAL)                       | Wales                   | 0:1 (0:1) | 0:1 Gareth Bale (25.) |
| 03.09.2015 | König-Baudouin-Stadion, Brüssel                           | Bosnien und Herzegowina | 3:1 (2:1) | 0:1 Edin Džeko (15.), 1:1 Marouane Fellaini (23.), 2:1 Kevin De Bruyne (44.), 3:1 Eden Hazard (78./Elfmeter)                                        |
| 06.09.2015 | GSP-Stadion, Nikosia (CYP)                                | Zypern                  | 1:0 (0:0) | 1:0 Eden Hazard (86.) |
| 10.10.2015 | Estadi Comunal d’Andorra la Vella, Andorra la Vella (AND) | Andorra                 | 4:1 (2:0) | 1:0 Radja Nainggolan (19.), 2:0 Kevin De Bruyne (42.), 2:1 Ildefons Lima (51./Elfmeter), 3:1 Eden Hazard (56./Elfmeter), 4:1 Laurent Depoitre (64.) |
| 13.10.2015 | König-Baudouin-Stadion, Brüssel                           | Israel                  | 3:1 (0:0) | 1:0 Dries Mertens (64.), 2:0 Kevin De Bruyne (78.), 3:0 Eden Hazard (84.), 3:1 Tomer Hemed (88.)                                                    |

### Tabelle
| Pl. | Land                    | Sp. | S | U | N  | Tore    | Diff. | Punkte |
| --- | ----------------------- | --- | - | - | -- | ------- | ----- | ------ |
| 1.  | Belgien                 | 10  | 7 | 2 | 1  | 024:500 | +19   | 23     |
| 2.  | Wales                   | 10  | 6 | 3 | 1  | 011:400 | +7    | 21     |
| 3.  | Bosnien und Herzegowina | 10  | 5 | 2 | 3  | 017:120 | +5    | 17     |
| 4.  | Israel                  | 10  | 4 | 1 | 5  | 016:140 | +2    | 13     |
| 5.  | Zypern                  | 10  | 4 | 0 | 6  | 016:170 | −1    | 12     |
| 6.  | Andorra                 | 10  | 0 | 0 | 10 | 004:360 | −32   | 0      |

## Vorbereitung
Nach dem Ende der Qualifikation gewannen die Belgier am 13. November ein Testspiel in Brüssel gegen Italien mit 3:1, bei dem auch der Opfer der Katastrophe von Heysel gedacht wurde. Da am gleichen Tag während des Spiels von EM-Gastgeber Frankreich gegen Weltmeister Deutschland mehrere Terroranschläge in Paris passierten und die Attentäter teilweise aus Belgien kamen, wurde das Spiel am 17. November in Brüssel gegen Europameister Spanien abgesagt. Für den 29. März 2016 war ein Spiel gegen Portugal in Brüssel angesetzt, das aufgrund der Terroranschläge in Brüssel am 22. März 2016 nach Leiria verlegt und dort mit 1:2 verloren wurde. Dabei spielten Romelu Lukaku, der das Tor für Belgien erzielte, und sein Bruder Jordan Lukaku, der die Vorlage dazu gab, erstmals zusammen für Belgien.
Vom 18. bis 21. Mai fand ein Trainingslager in Knokke statt, danach flog die Mannschaft nach Lausanne und gewann am 28. Mai gegen EM-Teilnehmer Schweiz in Genf ein Testspiel mit 2:1. Vom 29. Mai bis 6. Juni folgte dann der letzte Teil der Vorbereitung in Genk mit Testspielen am 1. und 5. Juni in Brüssel gegen Finnland und Norwegen, die sich nicht für die EM qualifizieren konnten. Am 7. Juni bezog die Mannschaft ihr EM-Quartier in Bordeaux.

## Kader
Am 12. Mai 2016 wurde der Kader benannt. Es wurden Spieler von 18 Vereinen nominiert. Die meisten stellen der FC Liverpool und Tottenham Hotspur (je drei). Am 22. Mai wurde Laurent Ciman nachnominiert. Am 30. Mai 2016 ersetzte Christian Kabasele Nicolas Lombaerts. Alle Spieler stehen bei Erstligavereinen unter Vertrag.
| Nr. | Position   | Name                 | Verein                 | Geburts- datum | NM-Sp. 1 | LS-Tore 1 | Debüt | Anzahl der Spiele | Tor | Gelbe Karte | Gelb-Rote Karte | Rote Karte |
| --- | ---------- | -------------------- | ---------------------- | -------------- | -------- | --------- | ----- | ----------------- | --- | ----------- | --------------- | ---------- |
| 01  | Torhüter   | Thibaut Courtois     | FC Chelsea             | 11. Mai 1992   | 37       | 0         | 2011  | 5                 |     |             |                 |            |
| 12  | Torhüter   | Simon Mignolet       | FC Liverpool           | 6. März 1988   | 17       | 0         | 2011  |                   |     |             |                 |            |
| 13  | Torhüter   | Jean-François Gillet | KV Mechelen            | 31. Mai 1979   | 9        | 0         | 2009  |                   |     |             |                 |            |
| 02  | Abwehr     | Toby Alderweireld    | Tottenham Hotspur      | 2. März 1989   | 56       | 1         | 2009  | 5                 | 1   | 1           |                 |            |
| 03  | Abwehr     | Thomas Vermaelen     | FC Barcelona           | 14. Nov. 1985  | 54       | 1         | 2006  | 4                 |     | 2           |                 |            |
| 05  | Abwehr     | Jan Vertonghen       | Tottenham Hotspur      | 24. Apr. 1987  | 79       | 6         | 2007  | 4                 |     | 1           |                 |            |
| 15  | Abwehr     | Jason Denayer        | Galatasaray Istanbul   | 28. Juni 1995  | 7        | 0         | 2015  | 1                 |     |             |                 |            |
| 16  | Abwehr     | Thomas Meunier       | FC Brügge              | 12. Sep. 1991  | 5        | 0         | 2013  | 4                 |     | 1           |                 |            |
| 18  | Abwehr     | Christian Kabasele   | KRC Genk               | 24. Feb. 1991  | 0        | 0         | –     |                   |     |             |                 |            |
| 21  | Abwehr     | Jordan Lukaku        | KV Oostende            | 25. Juli 1994  | 4        | 0         | 2015  | 1                 |     |             |                 |            |
| 23  | Abwehr     | Laurent Ciman        | Montreal Impact        | 5. Aug. 1985   | 11       | 0         | 2010  | 1                 |     |             |                 |            |
| 04  | Mittelfeld | Radja Nainggolan     | AS Rom                 | 4. Mai 1988    | 19       | 4         | 2009  | 5                 | 2   |             |                 |            |
| 06  | Mittelfeld | Axel Witsel          | Zenit Sankt Petersburg | 12. Jan. 1989  | 69       | 6         | 2008  | 5                 | 1   | 1           |                 |            |
| 08  | Mittelfeld | Marouane Fellaini    | Manchester United      | 22. Nov. 1987  | 70       | 15        | 2007  | 3                 |     | 2           |                 |            |
| 19  | Mittelfeld | Mousa Dembélé        | Tottenham Hotspur      | 16. Juli 1987  | 65       | 5         | 2006  | 1                 |     |             |                 |            |
| 07  | Angriff    | Kevin De Bruyne      | Manchester City        | 28. Juni 1991  | 41       | 13        | 2010  | 5                 |     |             |                 |            |
| 09  | Angriff    | Romelu Lukaku        | FC Everton             | 13. Mai 1993   | 46       | 14        | 2010  | 5                 | 2   |             |                 |            |
| 10  | Angriff    | Eden Hazard          | FC Chelsea             | 7. Jan. 1991   | 66       | 12        | 2008  | 5                 | 1   |             |                 |            |
| 11  | Angriff    | Yannick Carrasco     | Atlético Madrid        | 4. Sep. 1993   | 4        | 0         | 2015  | 5                 | 1   |             |                 |            |
| 14  | Angriff    | Dries Mertens        | SSC Neapel             | 6. Mai 1987    | 46       | 8         | 2011  | 5                 |     |             |                 |            |
| 17  | Angriff    | Divock Origi         | FC Liverpool           | 18. Apr. 1995  | 20       | 3         | 2014  | 2                 |     |             |                 |            |
| 20  | Angriff    | Christian Benteke    | FC Liverpool           | 3. Dez. 1990   | 27       | 7         | 2010  | 2                 |     |             |                 |            |
| 22  | Angriff    | Michy Batshuayi      | Olympique Marseille    | 2. Okt. 1993   | 5        | 2         | 2016  | 2                 | 1   | 1           |                 |            |

Trainer: Marc Wilmots

### Spieler, die nur im vorläufigen Kader standen
Am 18. Mai fiel Björn Engels aufgrund einer Verletzung aus. Am 30. Mai 2016 wurde der verletzte Nicolas Lombaerts durch den Neuling Christian Kabasele ersetzt. Zudem fiel Dedryck Boyata aus.
| Position | Name              | Verein                 | Geburts- datum | Länderspiel- einsätze | Länderspiel- tore | Debüt |
| -------- | ----------------- | ---------------------- | -------------- | --------------------- | ----------------- | ----- |
| Abwehr   | Dedryck Boyata    | Celtic Glasgow         | 28. Nov. 1990  | 2                     | 0                 | 2010  |
| Abwehr   | Björn Engels      | FC Brügge              | 15. Sep. 1994  | 0                     | 0                 |       |
| Abwehr   | Nicolas Lombaerts | Zenit Sankt Petersburg | 20. März 1985  | 39                    | 3                 | 2006  |

## Endrunde
Bei der am 12. Dezember 2015 stattgefundenen Auslosung der sechs Endrundengruppen war Belgien in Topf 1 gesetzt und konnte daher weder auf Gastgeber Frankreich, noch Titelverteidiger Spanien oder Weltmeister Deutschland treffen. Belgien wurde als Gruppenkopf von Gruppe E gelost und erhielt mit Italien, Schweden und Irland starke Gegner zugelost. Gegen Irland und Schweden ist die Bilanz positiv. In zuvor 13 Spielen gegen Irland gab es je fünf Siege und Remis bei drei Niederlagen. Das letzte Spiel vor der EM zwischen beiden fand am 15. November 1997 in der Qualifikation für die WM 1998 statt und wurde mit 2:1 gewonnen. Die letzte Niederlage gab es im Mai 1966. Schweden war einmal häufiger Gegner und wurde siebenmal besiegt, bei zwei Remis und fünf Niederlagen. Beide bestritten bei der letzten EM-Teilnahme der Belgier das Eröffnungsspiel. Zuletzt spielten beide vor der EM am 1. Juni 2014 in der Vorbereitung auf die WM 2014 gegeneinander und die Belgier gewannen in Solna gegen die Schweden, die sich nicht für die WM qualifiziert hatten. Die Bilanz gegen Italien ist dagegen negativ. In 21 Spielen gab es nur je vier Siege und Remis, aber 13 Niederlagen. Das letzte Spiel, einen Monat vor der EM-Gruppenauslosung konnten die Belgier aber gewinnen. Bei Europameisterschaften spielten beide bisher zweimal in der Vorrunde gegeneinander, 1980 gab es ein torloses Remis in Italien, wodurch Belgien aber das Finale erreichte. Bei der Heim-EM 2000 verlor Belgien dagegen mit 0:2 und schied durch eine weitere Niederlage anschließend aus. Belgien hat bisher nur in Bordeaux gespielt – bei der WM 1998 gab es dort ein 2:2 gegen Mexiko.
Die leicht favorisierten Belgier verloren das Auftaktspiel gegen Italien mit 0:2, konnten sich gegen Irland dann steigern und gewannen mit 3:0. Gegen Schweden, das unbedingt gewinnen musste, um das Achtelfinale zu erreichen, konnten sie ein 1:0 nachlegen und wurden damit Gruppenzweiter. Im Achtelfinale treffen sie auf Ungarn, das in Gruppe F überraschend Gruppensieger wurde. Beide bestritten 1972 das Spiel um Platz 3, das die Belgier gewannen. Zuletzt trafen beide in einem Pflichtspiel in der Gruppenphase der WM 1982 aufeinander, wobei sie sich mit 1:1 trennten. Danach gab es nur Freundschaftsspiele. Insgesamt ist die Bilanz mit acht Siegen und je zwei Remis und Niederlagen positiv. Die letzte Niederlage gegen die Ungarn gab es am 23. November 1958. Die Belgier gingen bereits in der 10. Minute durch ein Kopfballtor von Toby Alderweireld in Führung und kontrollierten dann das Spiel. Als die Ungarn in der zweiten Halbzeit auf den Ausgleich drängten, konnten die Belgier noch drei Tore nachlegen, wobei der eingewechselte Michy Batshuayi 93 Sekunden nach seiner Einwechslung zum 2:0 traf. Ein Wermutstropfen ist die zweite Gelbe Karte für Thomas Vermaelen, der damit im Viertelfinale fehlt.
Dort treffen sie auf Wales, den Sieger des britischen Neulings-Duells gegen Nordirland. Bisher gab es in 12 Spielen gegen die Waliser fünf Siege, drei Remis und vier Niederlagen. Zuletzt trafen beide in der Qualifikation für diese EM aufeinander, wobei sie sich einmal torlos und einmal mit einem 1:0 für die Waliser trennten. Den letzten Sieg gegen die Waliser konnten die Belgier am 7. September 2012 mit 2:0 in der Qualifikation für die WM 2014 feiern. Die Belgier mussten in der Abwehr auf den gesperrten Vermaelen und den im Training verletzten Jan Vertonghen verzichten, so dass erstmals die Brüder Lukaku in einem EM-Spiel zusammen aufliefen. Sie gingen zwar in der 13. Minute durch einen Weitschuss von Nainggolan in Führung, kassierten aber in der 30. Minute nach einer Ecke den Ausgleich und in der zweiten Halbzeit noch zwei weitere Tore.
Belgien konnte durch die EM-Spiele zwar 17 Punkte in der FIFA-Weltrangliste hinzugewinnen und den zweiten Platz halten, verlor aber Punkte auf den Weltranglistenführenden Argentinien, der im gleichen Zeitraum bei der Copa América Centenario den zweiten Platz belegte und mehr Punkte hinzugewann. Zudem konnte Copa-Gewinner Chile, der weiterhin auf Platz 5 liegt, einige Punkte auf Belgien (und Deutschland) gut machen.
Am 15. Juli einigten sich der belgische Verband und Trainer Wilmots auf ein Ende seiner Tätigkeit.

### Gruppenspiele
| Pl. | Land     | Sp. | S | U | N | Tore    | Diff. | Punkte |
| --- | -------- | --- | - | - | - | ------- | ----- | ------ |
| 1.  | Italien  | 3   | 2 | 0 | 1 | 003:100 | +2    | 06     |
| 2.  | Belgien  | 3   | 2 | 0 | 1 | 004:200 | +2    | 06     |
| 3.  | Irland   | 3   | 1 | 1 | 1 | 002:400 | −2    | 04     |
| 4.  | Schweden | 3   | 0 | 1 | 2 | 001:300 | −2    | 01     |

|                                                            |   |         |           |
| Mo., 13. Juni 2016 um 21:00 Uhr in Décines-Charpieu (Lyon) |   |         |           |
| Belgien                                                    | – | Italien | 0:2 (0:1) |
| Sa., 18. Juni 2016 um 15:00 Uhr in Bordeaux                |   |         |           |
| Belgien                                                    | – | Irland  | 3:0 (0:0) |
| Mi., 22. Juni 2016 um 21:00 Uhr in Nizza                   |   |         |           |
| Schweden                                                   | – | Belgien | 0:1 (0:0) |

### K.-o.-Phase
|                                                           |   |         |           |
| Achtelfinale: So., 26. Juni 2016 um 21:00 Uhr in Toulouse |   |         |           |
| Ungarn                                                    | – | Belgien | 0:4 (0:1) |
| Viertelfinale: Fr., 1. Juli 2016 um 21:00 Uhr in Lille    |   |         |           |
| Wales                                                     | – | Belgien | 3:1 (1:1) |